# Barco de Gokstad
El Barco de Gokstad es un barco vikingo de finales del siglo IX encontrado en un barco funerario debajo de un túmulo en la granja de Gokstad en Sandar, Sandefjord, Vestfold, Noruega. El barco fue excavado en 1880 por Nicolay Nicolaysen.

## El barco
El barco de Gokstad está formado por tablas clavadas, casi todas ellas de roble. Tiene 24 metros de eslora y 5 metros de manga. Se trata del barco más amplio de todos los expuestos en el Museo de  barcos vikingos de Oslo. El barco fue hecho para ser propulsado por 32 remeros, y los huecos que servían para el paso de los remos podían ser tapados en el momento de una navegación a la vela. Utilizaba una vela de una superficie aproximada de 110 m² que, según estimaciones, podía hacer ir la embarcación a una velocidad de 12 nudos. Cuando se encontraba en aguas poco profundas, el timón podía ser levantado, con el fin de que no sufriera daños.
El análisis de dendrocronología sugiere que el barco de Gokstad fue construido a partir de troncos talados alrededor del año 890.
Se ha demostrado que el barco fue diseñado para el mar. Una réplica del barco atravesó el Atlántico desde Bergen para ser mostrado en la Exposición Mundial Colombina de Chicago de 1893. Otra réplica, el Gaia, tiene como puerto actual la ciudad de Sandefjord.

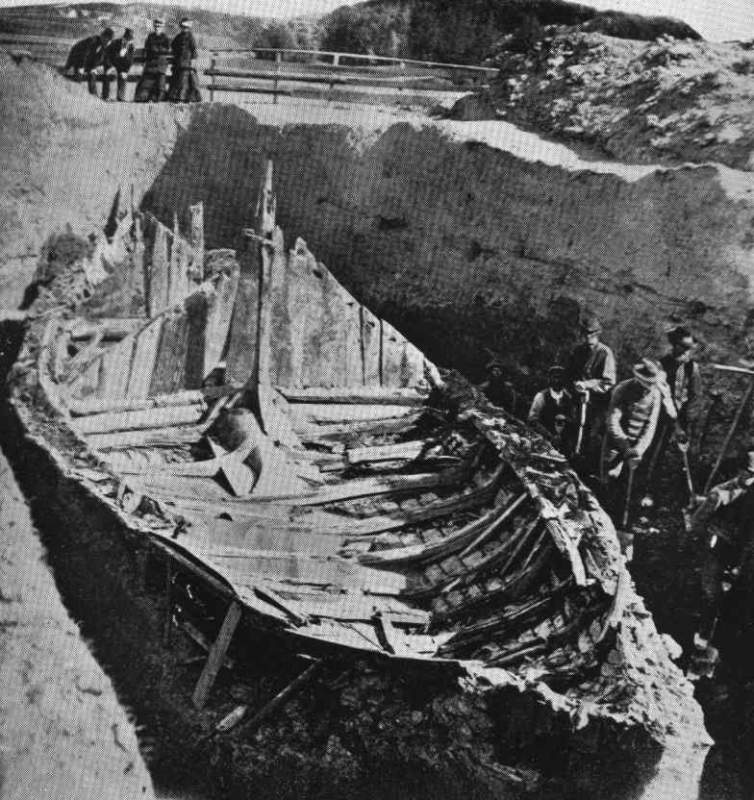
Las excavaciones del Barco de Gokstad, en 1880.

## El esqueleto
Durante las excavaciones, se descubrió el esqueleto de un hombre de entre 50 y 70 años de edad. Los restos fueron encontrados sobre una cama cavada en un tronco. Aunque la identidad del difunto sea desconocida, se ha sugerido que sea Olaf Geirstad-Alf, un rey de Vestfold. Formaba parte de la casa de Yngling y murió en aquella época según Heimskringla.

## Los objetos
Aparte de la embarcación principal, se han encontrado tres pequeños barcos, así como una tienda, un trineo y el equipamiento de un caballo. Se supone que el montículo se profanó en tiempos remotos, porque en las excavaciones no se ha hallado ningún objeto de plata u oro. En el periodo vikingo, las armas eran consideradas como muy importantes en la tumba de un hombre. En el caso del barco de Gokstad, no se ha encontrado ningún arma, lo que induce a pensar que fueron robadas por los saqueadores de tumbas.

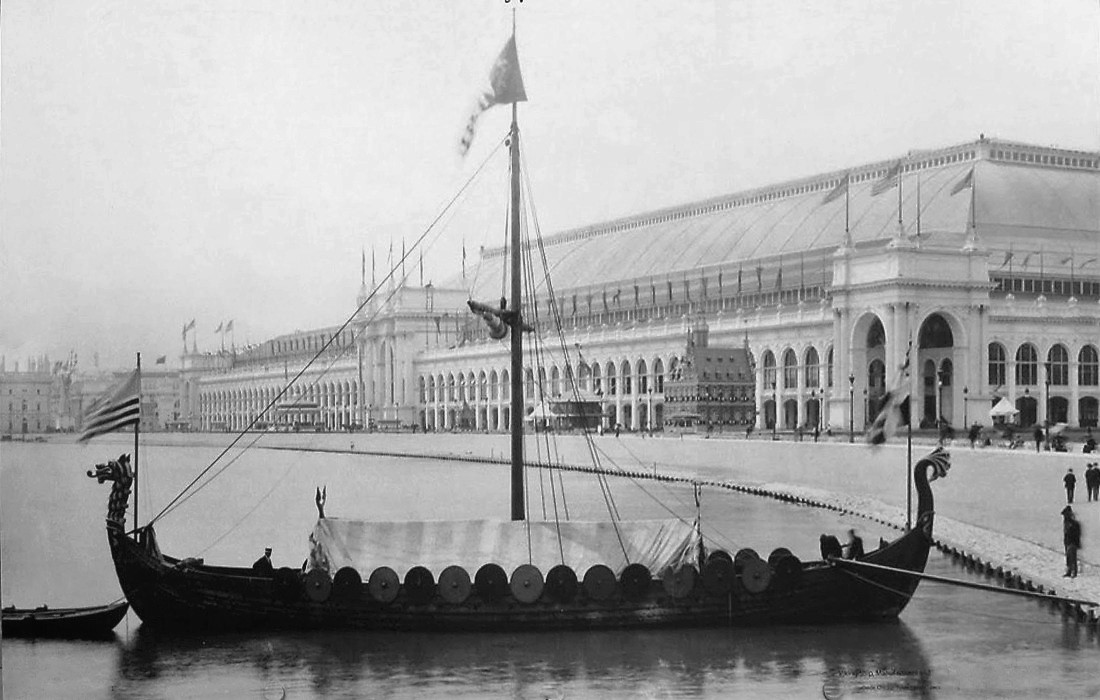
La réplica del Barco de Gokstad, en la Exposición Mundial Colombina de Chicago.